# Georg Gerö
Georg Gerö (auch George, * 7. November 1901 in Budapest, Österreich-Ungarn; † 11. Januar 1993 in Manhattan, New York City, New York, Vereinigte Staaten) war ein österreich-ungarischer Psychoanalytiker, Psychologe und Arzt, der als Vertreter des Freudomarxismus bekannt wurde.

## Werdegang
Georg Gerö wurde 1901 als Sohn des Privatbeamten Max Gerö geboren, die sozialistischen Politiker Zsigmond Kunfi und Zoltán Rónai waren Onkel mütterlicherseits. Nachdem er 1921 die gymnasiale Reifeprüfung in Beregszàsz, in der ehemaligen Tschechoslowakei, abgeschlossen hatte, studierte er erst zwei Semester in Wien und anschließend vier Semester in Berlin Psychologie. Im Sommer 1925 wurde er in Köln an der Philosophischen Fakultät zum Dr. phil. promoviert. Danach studierte er Humanmedizin. Den viersemestrigen vorklinischen Abschnitt verbrachte er in Modena, Italien, den klinischen Abschnitt in Wien und Heidelberg, wo er sein Studium 1930 mit dem Staatsexamen abschloss. Anschließend promovierte er ebenda an der Medizinischen Fakultät zum Dr. med.
Während des Psychologiestudiums in Berlin war Gerö bei Sándor Radó in Lehranalyse. Nach Abschluss seines Medizinstudiums setzte er 1930 seine Lehranalyse in Berlin bei Radó fort. Nachdem dieser allerdings 1931 in die USA emigriert war, war Gerö bis 1935 Analysand bei Wilhelm Reich und folgte ihm (und Otto Fenichel) aufgrund des Nationalsozialismus im März 1933 nach Dänemark. Dort wurde er in Kopenhagen Mitglied der Dansk-Norsk Psykoanalytiska Förening. Nachdem Dänemark vom nationalsozialistischen Deutschland besetzt worden ist, emigrierte Gerö im Jahr 1940 über Schweden, Finnland, Russland und Japan in die USA, nach Manhattan, New York City, und engagierte sich dort an der Seite von Heinz Hartmann, Ernst Kris, Edith Jacobson, Annie Reich, Bertram D. Lewin, Lawrence Kubie und Gregory Zilboorg im New York Psychoanalytic Society and Institute. Er verstarb im Januar 1993 im Alter von 91 Jahren, nachdem er ein Jahr zuvor aufgehört hatte, als Psychoanalytiker und Supervisor zu arbeiten.
Gerö war in erster Ehe mit der deutsch-jüdischen Psychoanalytikerin Elisabeth „Lilo“ Heymann verheiratet.

## Schriften (Auswahl)
- Georg Gerö: Die psychologischen Voraussetzungen der Psychoanalyse. Röttig-Romwalter Druckerei-Aktiengesellschaft, Sopron 1926.
- Georg Gerö: Die Beziehung der Breuer-Freudschen Hysterie-Theorie zu den Lehren von Charcot und der Schule der Salpêtrière. Berlin 1932.
- Georg Gerö: Zur Theorie und Technik der Charakteranalyse. In: 13. Internationaler Psychoanalytischer Kongress Luzern. 1934.
- Georg Gerö: Der Aufbau der Depression. In: Internationale Zeitschrift für Psychoanalyse. Jg. 22, H. 3, 1936, S. 379–408.
- Georg Gerö: Zum Problem der oralen Fixierung. In: Internationale Zeitschrift für Psychoanalyse. Jg. 24, H. 3, 1939, S. 239–257.
- Georg Gerö: The Idea of Psychogenesis in Modern Psychiatry and in Psychoanalysis. In: Psychoanalytic Review. Jg. 30, H. 2, 1943, S. 187–211.
- Georg Gerö: The Concept of Defense. In: The Psychoanalytic Quarterly. Jg. 20, H. 4, 1951, S. 565–578.
- Georg Gerö: Ein Äquivalent der Depression: Anorexie. In: Psyche. Jg. 5, H. 11, 1952, S. 641–652 (übersetzt von Walter Seemann).
- George Gerö: The Handwriting on the Wall. In: Ludger M. Hermanns (Hrsg.): Psychoanalyse in Selbstdarstellungen. Bd. 2, Edition Diskord. Brandes & Apsel, Frankfurt am Main 1994, S. 199–230 (redigiert von Jan Peter Gero; übersetzt von Jörg Zimmermann und Edna Baumblatt-Hermanns).